# Donovan Comics
Donovan Comics var et lille dansk tegneserieforlag, som startede i 2004. Forlaget var et enmandsforlag, som blev startet i ren frustration over den manglende afslutning af trilogien Marshal Blueberry på dansk. Senere blev det forlagets mål at udgive flest mulige af de serier, som aldrig var blevet afsluttet på dansk. Det omfatter bl.a. serier som Ridder Goodwill, XIII, Blueberrys unge år, Largo Winch og altså føromtalte Marshal Blueberry.
Den 1. juli 2017 blev forlagets lager, rettigheder og alt andet overtaget af Faraos Cigarer.